# Fremde Wesen
Fremde Wesen ist ein US-amerikanisch-britischer Spielfilm von Charles Sturridge, der auf einer wahren Begebenheit (siehe Cottingley Fairies) beruht und am 11. September 1997 auf dem Internationalen Film Festival in Toronto uraufgeführt wurde. Albert Ash und Tom McLoughlin schrieben die sagenhafte Geschichte der beiden Mädchen Elsie und Frances nieder, die Ernie Contreras zu einem Drehbuch adaptierte.

## Handlung
Die beiden Cousinen Elsie und Frances glauben fest an Elfen und es gelingt ihnen, am Fluss einige der Fabelwesen zu fotografieren. Außer Elsies Vater gibt es nun kaum noch jemanden, der die Existenz dieser Fabelwesen abstreitet.
Sogar Berühmtheiten wie Harry Houdini und Sir Arthur Conan Doyle können sich der Faszination nicht entziehen und besuchen die Mädchen in ihrem englischen Dorf, um sich persönlich einen Eindruck zu verschaffen.

## Trivia
Fast zeitgleich wurde der Film Der Elfengarten veröffentlicht, der das gleiche Thema mit einer abgewandelten Rahmengeschichte behandelt.

## Kritik
„Auf einer wahren Begebenheit basierender Kinderfilm, der seine kleinen Zuschauer ernst nimmt und einen Glücksfall für das Genre darstellt. Indem die Kinderwelt als Gegenentwurf zu der der Erwachsenen dargestellt wird, in der Glaube und Fantasie herrschen, entsteht eine faszinierende, eigenwillige Sphäre, die die Realität jedoch nie ganz ausschließt. Schöne, aufwendige Bilder, dezente Tricks und ein hervorragendes Darstellerensemble runden den prächtigen Film ab.“

## Auszeichnungen
Im Jahr 1998 gewann der Film den BAFTA Award als bester Kinderfilm. Außerdem war er im selben Jahr für den Chlotrudis Award und den Young Artist Award nominiert.